# .mg
.mg — национальный домен верхнего уровня для веб-ресурсов Республики Мадагаскар.

## История возникновения
Домен .mg был делегирован Мадагаскару 25 Июля 1995 года.
Регистрантами домена могут быть физические лица и организации, являющиеся резидентами Мадагаскара. Все доменные споры решаются в судебном порядке исключительно в судах самого Мадагаскара.

## Домены второго уровня
Регистрация осуществляется под следующими именами второго уровня:
- .org.mg: Частные организации
- .nom.mg: Физические лица
- .gov.mg: Правительственные учреждения
- .prd.mg: Исследовательские проекты или программы
- .edu.mg: Образовательные организации
- .mil.mg: Военные организации
- .tm.mg: Товарные знаки
- .com.mg: Коммерческие (свободная регистрация)